# La Chinoise
La Chinoise es una película francesa de 1967, dirigida por Jean-Luc Godard, en la que se abordan temas ideológicos, políticos y sociales (fundamentalmente el maoísmo) de manera muy analítica y reflexiva y una estética minimalista. 

## Contexto
Los actores, jóvenes, representan a estudiantes influenciados por los cambios culturales y sociales de la época, el contexto ideológico de los movimientos políticos de la izquierda francesa, así como el ejemplo de la Revolución Cultural china de 1966 a la que el título hace referencia. La película transcurre en un momento contemporáneo al de su realización (1967), un año antes de mayo del 68. Es imaginable a partir de este dato la temática a tratar.

## Recursos
Como lo hacía en el teatro Bertolt Brecht, Godard en esta película utiliza variados recursos para cortar la catarsis del espectador, predisponiéndolo de esta manera a abordar la temática más «racionalmente». 
La configuración de la película permite al espectador darse cuenta de que la trama se desarrolla en un contexto inventado encima de otro en el cual transcurren casi todas las escenas del filme, habitaciones adecuadas de un modo vanguardista, utilizando colores primarios como simbolismo para acentuar la esencia de cada escena, sobre todo el rojo relacionado con la temática «maoísta» de las conversaciones.
Todos los recursos confluyen para hacer de esta una película llena de situaciones progresivas, que van de lo narrativo a lo trágico y poético.